# Schaár Erzsébet: „Utca”
A Schaár Erzsébet: „Utca” Schaár Erzsébet szobrásznő utolsó, nagy alkotása, amely a pécsi Múzeumutcában (Káptalan u. 5.) tekinthető meg.

## Története
Az épületet Janáky István tervezte 1985–86-ban, posztmodern stílusban. 1991-ben helyezték el benne az alkotást, az először 1974-ben Székesfehérváron, majd ’75-ben a svájci Luzernben kiállított – eredetileg és ideiglenesen hungarocellből készült – kompozíció időtállóbb anyagú rekonstrukcióját.
Schaár Erzsébet művészetének eme összegzése tér és ember kapcsolatának, tér és idő korrelációjának szuggesztív megjelenítése, mely egyebek között neves magyar művészek portréit (Szabó Lőrinc, Patkós Irma, Psota Irén), illetve környezeti alkotásokat (Kirakat, Tükörszoba) foglal magába, végleges változatában gipszből formázva.
A székesfehérvári Csók István Múzeumban 1974-ben mutatták be 24 méteres „Utcát”. Az életnagyságú alakokból és építményekből álló, monumentális együttes hungarocellből van megformálva, továbbá textilből, kócból, növényekből, tükörüvegből. Később bemutatták Luzernben, részleteit a Velencei Biennálén, majd Stockholmban, végül Budapesten, a Magyar Nemzeti Galériában. Később pécsi múzeum tulajdonába került. A törékeny műveket aztán gipsz és műanyag változatban készítették el.

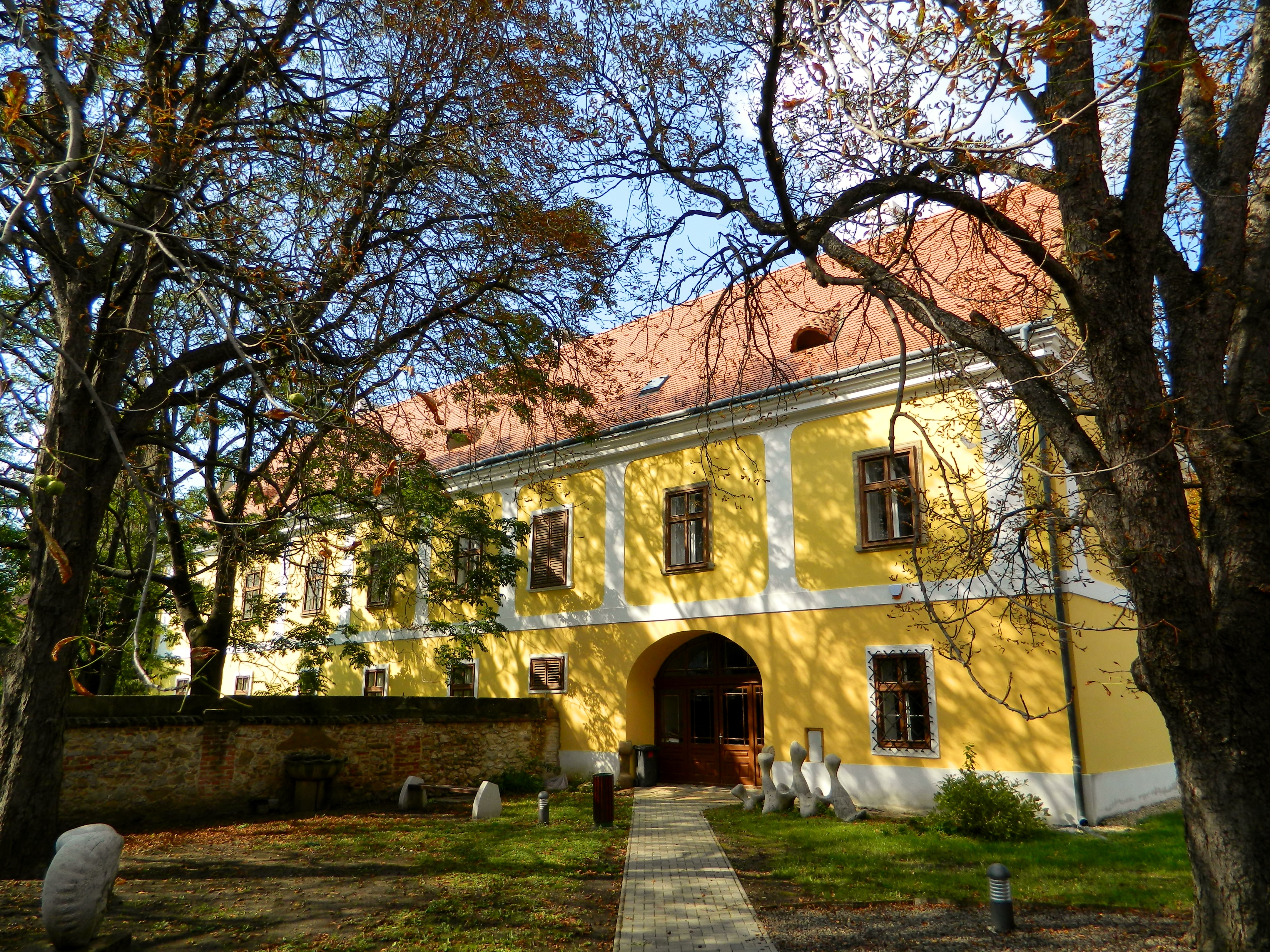
Az épület az udvar felől

Schaár Erzsébet az „Utca” együttesében zárt és nyitott tereket alakított szobrokká. Épületfalak, ajtók, ablakok idézik meg ember és környezet kapcsolatát. A szobor-utca kompozícióban az életnagyságú szoboralakok ugyanúgy viselkednek, mint a valóságban: kinéznek az ablakon, állnak a falaknál, de mozdulatlanul, időtlenül léteznek ebben a térben. A szemlélő azt érezheti, hogy nagyon régen, már a múltban is ott voltak, és a jövőben is ott lesznek. Ők a múló időben állandósult lények, az ember-tér-idő egymásra utalt, kikerülhetetlen összetartozásának művészi megjelenítői.